# Ankhkherednefer
Ankhkherednefer (tiếng Ai Cập cổ đại: ˁnḫ ẖrd nfr, n.đ. ''Đứa trẻ tốt đẹp sống nơi đó'') (tên gọi này trước đây được đọc là Ankhrenepnefer, hoặc Ankhsherynefer) kà một vị quan lại Ai Cập cổ đại được biết đến nhờ vào bức tượng khối tìm thấy ở Tell el-Maskhuta (có lẽ là Pithom cổ đại). Bức tượng này làm từ đá granite đỏ ngày nay nằm tại Bảo tàng Anh Quốc (BM 1007).

## Tiểu sử
Ankhkherednefer đã phụng sự dưới triều đại của vua Osorkon II, tên của ông ta xuất hiện trên bức tượng này. Trên bức tượng này ông mang tước hiệu: Đại Thanh tra của Cung điện; Người ký lục giỏi của đền thờ Atum, Chúa tể của Tura và Người Thay mặt tối cao của Pharaon.